# 장흥 옥당리 효자송
장흥 옥당리 효자송(長興 玉堂里 孝子松)은 대한민국 전라남도 장흥군 관산읍 옥당리에 있는 소나무이다. 나이 약 150살로 추정되며, 대한민국의 천연기념물 제356호로 지정되어 있다.

## 전설
전설에 의하면 150년 전, 이곳에 효성이 지극한 세 청년이 살았는데 무더운 여름날 자신들의 모친이 노약한 몸으로 밭일을 하는 모습을 보고 그늘을 만들어 쉴 수 있게 하자고 결의하고 각각 소나무, 감나무, 소태나무를 심었다고 한다. 지금은 이 소나무만 남아 왕성하게 자라고 있는데, 그들의 효성을 기려 나무의 이름을 효자송이라 하였다.